# Balatonújlak
Balatonújlak es un pueblo ubicado en el distrito de Marcali, en el condado de Somogy, Hungría.

## Superficie
Posee una superficie de 10,81 kilómetros cuadrados.

## Demografía
Hasta 2019 la población era de 425 habitantes, con una densidad de población de 39,32 habitantes por kilómetro cuadrado.